# 定言令式
定言令式，是德意志哲学家康德在1785年出版的《道德形而上学的基础》一书中所提出的哲学概念。
康德认为，道德完全先天地存在于人的理性之中。只有因基于道德的义务感而做出的行为，方存在道德价值。因心地善良而做出的义举，或是因义务而做出的德行（譬如军人因救灾而牺牲），都不能算作真正有德的行为。道德应当，而且只应当从规律概念中引申演绎而来。尽管自然界中的一切事物都遵循某种规律，但只有理性生物（人）才具有按照规律的理念而行动的能力（自由意志）。就客观原则对意志的约束规范而言，其命令尽管是强制的，但同时也是理性的。这种理性命令的程式，就叫作“令式”。
令式有两种。如果某种行为无关于任何目的，而出自纯粹客观的必然性，那么这种令式才是“定言令式”。如果行為是實現目的的手段，則被康德称为“假言令式”。
康德认为，定言令式总是先天而综合的。
康德在道德形而上学的基础中表明，定言令式為先驗的自由的理性基於自律即「意志在一切行為中對於自己是一項法則」為自己所立的法則，其表現出的原則即為「除非你的格律也能將自己視為一項普遍法則，否則不要依之而行動」，其內容即為定言令式且亦為道德的法則。

## 形式
- 第一形式：只依據那些你可以同時願意它成為普遍法則的準則行動。
- 第二形式：行動時對待人類的方式是，不論是自己或任何一個他人，絕對不能當成只是手段，而永遠要同時當成是目的。
- 第三形式：因此，每一個理性的存在者都必須通過他的準則表現出來，他總是作為一個普遍領域的立法者。

## 在《道德形而上学的基础》中所舉之應用實例
如果我們已先上升到純粹理性底原則，並且達到完全滿意底程度，則這樣下降到通俗概念，的確是極可稱許之事；而這表示：先在形上學底基礎上建立道德底學說，到它確立之後，再藉通俗性使人接受它。——康德，《道德的形上學之基礎》(李明輝譯)
在《道德形而上学的基础》的論述中，康德認為，道德不能也絕不能以經驗為基礎而建立，且絕不能混入任何經驗的成分，但將已經確立的法則應用到經驗之中，確實有助於通俗的理解，為此，在書中亦舉出四個實例。
書中的四個實例分別對應了四種義務類型，不為結束痛苦而自殺為對己完全義務，不為了貸款還不出來的錢說謊為對他人完全義務，不荒廢自己的天賦為對己不完全義務，不在有能力時不幫助他人為對他人不完全義務，其中完全義務中不能執行的準則是自相矛盾，無法普遍化的，因此完全義務應當被嚴格地遵守，而不完全義務中的準則雖能普遍地不被執行而無自相矛盾，我們（純粹實踐理性的有理性者）卻不會意願這項準則普遍化，因此其屬於廣義而言的義務。

### 自殺
一個人由於一系列不幸而感到絕望而厭倦生活，但至少仍擁有他的理性，以至於他可以問自己是否違背了自己承擔自己生命的義務。他的準則是：“從自愛中我採用它作為縮短我的生命的一個原則，因為它的持續時間更長可能會帶來更多的罪惡感而不是滿足感。” 

#### 以定言令式的第一形式檢視
若出於自愛而為了結痛苦而自殺，則同樣的自愛會去推動生命的進展，因此這項準則便已自相矛盾，絕不可能成為普遍法則。

#### 以定言令式的第二形式檢視
既然自殺是為了逃避痛苦這個目的，那自殺這件事必是把應被當作目的的人類(自己)只當作逃避痛苦的手段，此即違反第二形式。

### 說謊
縱使我知道自己不能還錢，但我為了解決缺錢困難，我仍然借錢並許下還款承諾。

#### 以定言令式的第一形式檢視
如果所有人以此准則行動，根本不會有人相信對方還款承諾，最後我根本借不了錢，所以便形成實踐矛盾，即不可能成為普遍法則。

#### 以定言令式的第二形式檢視
這條准則行動時是把其他人視之為工具，實現自己的慾望，其他人也不會贊同這種只有工具意義的行動者，即違反第二形式。

#### 以定言令式的第三形式檢視
因為這條准則的目的是由外在對象引起，使我想獲得這種對象，不是完全自我決定而表現出來，即違反第三形式。